# Juan Bautista Rossetti
Juan Bautista Rossetti Colombino (Santiago, 9 de octubre de 1903 - ibíd, 23 de octubre de 1976) fue un abogado, diplomático y político socialista chileno de ascendencia italiana. Se desempeñó como diputado de la República en representación de la 7.ª Agrupación Departamental de Santiago, durante tres periodos consecutivos entre 1937 y 1949. Asimismo, ejerció como ministro de Estado bajo los gobiernos de cuatro presidentes: Carlos Dávila Espinoza, Pedro Aguirre Cerda, Gabriel González Videla y Carlos Ibáñez del Campo.

## Familia y estudios
Nació en Santiago el 9 de octubre de 1903, hijo de los descendientes italianos César Rossetti y Carolina Colombino. Realizó sus estudios primarios y secundarios en el Instituto Nacional, continuando los superiores en la Escuela de Derecho de la Universidad de Chile, titulándose con la tesis De la transacción, y jurando como abogado el 4 de diciembre de 1928.
Se dedicó a ejercer su profesión libremente y fue además, técnico en finanzas. Entre otras actividades, fue copropietario del diario La Opinión de Santiago, medio informativo de oposición al segundo gobierno del presidente Arturo Alessandri, y dueño de la Radio Nuevo Mundo. También, se dedicó a la agricultura en la localidad de Lontué, actual región del Maule.
Se casó en Santiago el 28 de abril de 1945 con Josefina Gallardo López, con quien tuvo cinco hijos: Josefina, Juan Bautista, María Carolina, Pablo y María Pía. María Carolina, de profesión periodista, se desempeñó como embajadora de Chile en Suiza durante el primer gobierno de la presidenta Michelle Bachelet.

## Carrera política
Con ocasión del primer gobierno del presidente Carlos Ibáñez del Campo, fue nombrado como director general de la Caja de Crédito Popular, desempeñando el cargo en toda la administración, cual abarcó desde el 21 de julio de 1927 hasta el 26 de julio de 1931.
Militó en el Partido Radical Socialista, siendo uno de sus fundadores en 1931 y jefe de la colectividad. Durante la llamada República Socialista de Chile, se desempeñó como secretario del gobierno de Carlos Dávila en 1932. Bajo la misma administración, sirvió como ministro del Trabajo, ejerciendo el cargo desde el 1 de agosto hasta el 14 de septiembre de 1932; durante sus funciones, creó el Comisariato General de Subsistencias y Precios.
En las elecciones parlamentarias de 1937, postuló como candidato a diputado por la 7.ª Agrupación Departamental (correspondiente a Santiago), resultando electo por el periodo legislativo 1937-1941. En su gestión integró la Comisión de Hacienda y en calidad de reemplazante, la de Constitución, Legislación y Justicia. Participó también, desde 1938, en el partido Unión Socialista. Por otro lado, sirvió como consejero de la Caja de Previsión de los Empleados Particulares en representación de la cámara baja.
En el gobierno del presidente radical Pedro Aguirre Cerda fue designado como ministro de Relaciones Exteriores y Comercio, actuando como tal desde el 10 de junio de 1941 hasta 5 de enero de 1942, en la administración interina del vicepresidente Jerónimo Méndez. En el ejercicio del puesto, asistió a la Conferencia de Cancilleres celebrada en Río de Janeiro (Brasil), en 1942. En 1941, fue además, abogado defensor de la Comisión de Control de Cambios Internacionales en el proceso de las divisas, así como también, consejero de la Corporación de Fomento de la Producción (Corfo).
En las elecciones parlamentarias de ese mismo año, fue reelegido como diputado por la misma Séptima Agrupación Departamental (Santiago), por el periodo legislativo 1941-1945. Desde 1942 se incorporó a las filas del Partido Socialista (PS). Paralelamente, fue dirigente de la Federación de Estudiantes de Chile.
En las elecciones parlamentarias de 1935, volvió a obtener la reelección como diputado por la misma 7.ª Agrupación Departamental (Santiago), por el periodo 1945-1949. En esa última gestión, integró la Comisión de Relaciones Exteriores y la de Hacienda.
Bajo la administración del presidente Gabriel González Videla, también radical, el 25 de mayo de 1949 fue nombrado como ministro de Justicia, ejerciendo el cargo hasta el 7 de febrero de 1950.
Se alejó del Partido Socialista cuando este formó el Frente Nacional del Pueblo en 1952, transformándose en independiente cercano al ibañismo.[cita requerida] El 29 de octubre del mencionado año, durante la segunda administración del presidente Carlos Ibáñez del Campo, fue nombrado como ministro de Hacienda, fungiendo hasta el 25 de octubre de 1953.
A continuación, fue nombrado como embajador de Chile en Francia, cumpliendo esa misión diplomática hasta 1959. Recibió condecoración de Caballero de la Orden Pontificia.
Falleció en Santiago, el 23 de octubre de 1976 debido a la enfermedad de Parkinson.[cita requerida]